# بریتورن شرقی
بریتورن شرقی (به لاتین: Eastern Breithorn) یک کوه در سوئیس است که در کانتون وله واقع شده‌است. بریتورن شرقی ۴٬۱۳۹ متر بالاتر از سطح دریا واقع شده‌است.